# 內藤忠勝
內藤忠勝（日语：／ Naitō Tadakatsu，1655年—1680年7月22日），日本江戶時代初期大名，內藤家鳥羽藩第3代藩主。他是第2代藩主內藤忠政的次男。
寬文11年（1671年），兄長忠次因病重而被廢嫡，忠勝取而代之成為嫡子。寬文13年（1673年）父親去世，由他繼承藩主之位，分封給弟弟忠知2000石。
延寶8年（1680年），在第四代將軍德川家綱的77日法會上，他奉命守衛增上寺入口，而與其歷來不睦的宮津藩主永井尚長負責守衛出口。永井尚長居於上席，對其百般羞辱，挾恨的忠勝使用脇差將其砍殺，是為芝增上寺刃傷事件。忠勝被湯長谷藩主遠山政亮逮捕，交給伊奈忠易關押。舊曆6月27日，他被勒令切腹自殺，內藤家斷絕並遭改易。
內藤忠勝的外甥赤穗藩主淺野長矩，在21年以後發生了類似的砍人事件（赤穗事件）。